# Az elveszett mesék könyve
Az elveszett mesék könyve (The Book of Lost Tales) J. R. R. Tolkien angol író és nyelvész könyve, melyet fia, Christopher R. Tolkien adott ki az író halála után, az Allen and Unwin kiadónál (mely apja több más munkáját is publikálta), először 1984-ben. Később a mű több más kiadónál is megjelent, a magyar fordítást Tandori Dezső a Grafton kiadó 1991-es kiadása után készítette, és a Holló és Társa kiadónál jelent meg 1996-ban, majd 2017-ben a Helikon Kiadónál, a "Középfölde históriája" sorozat részeként.
Az elveszett mesék könyve, rövidebben Mesék az alapvető Tolkien-könyv, A szilmarilok előképének tekinthető. Azonban A szilmariloktól eltérően és A Gyűrűk Ura köteteihez hasonlóan, kerettörténetre épül. Benne Eriol, a tengerész, nyugatnak tartó hosszú hajózás után elvetődik Tol Eressëára, ahol a halhatatlan tündék lakoznak. Eriol letelepszik náluk, és az ő szájukból ismeri meg az emberek által alig-alig vagy helytelenül tudott történeteiket valákról, tündékről, orkokról, törpökről, emberekről, a világ keletkezéséről, Valinor tündökléséről és homályba borultáról. Végül ő lesz Ælfwine, a Tündebarát; őse a sziget későbbi birtokosainak, az angoloknak; őrizője és továbbadója a régmúlt korokról szóló tudásnak, miután a tündék Valinorba hajóznak és sok olyan dolog is elhagyja velük a szigetet, melyeknek – legalábbis az emléküknek – soha nem szabad feledésbe merülniük.